# Mustapha Farrakhan
Mustapha M. Farrakhan Jr, né le 2 novembre 1988 à Harvey dans l'Illinois, est un joueur américain de basket-ball.